# Youb
Youb (em árabe: يوب) é uma comuna localizada na província de Saïda, Argélia. De acordo com o censo de 2008, a população total da cidade era de 17 355 habitantes.